# メスディイェ (装甲艦)
| 近代化改装後の「メスディイェ」。 | |
| 艦歴                             | |
| 発注                             | テムズ造船所 |
| 起工                             | 1873年 |
| 進水                             | 1874年10月28日 |
| 就役                             | 1875年12月 |
| 退役                             | |
| その後                           | 1914年12月13日戦没。 |
| 除籍                             | |
| 性能諸元（竣工時）               | |
| 排水量                           | 常備：8,940トン 満載：9,120トン |
| 全長                             | 101.3m |
| 全幅                             | 17.98m |
| 吃水                             | 7.8m（満載時） |
| 機関                             | テムズ式石炭専焼角缶8基 +テムズ式横置き型一段膨張式2気筒レシプロ機関1基1軸推進 |
| 最大出力                         | 6,580hp |
| 最大速力                         | 13.7ノット（機関航行時） |
| 航続距離                         | -ノット/-海里（石炭：600トン） |
| 乗員                             | 630名 |
| 兵装                             | 1861年型 Marks II 25.4cm（14.5口径）単装砲12基 Marks III 17.8cm（16口径）単装砲3基 9.5cm（20ポンド）単装砲6基（1891年に15cm（35口径）単装砲3基に換装）                                                |
| 装甲（鉄製）                     | 舷側：102～254～305mm（主水面部） 甲板：なし 砲郭部：305mm（平面部）、254mm（傾斜部） ボックスシタデル：254mm（最大厚） 司令塔：203mm（側盾）                                                         |
| 性能諸元（1903年近代化改装後）   | |
| 排水量                           | 常備：9,190トン 満載：9,710トン |
| 全長                             | 102.4m |
| 全幅                             | 18m |
| 吃水                             | 7.9m |
| 機関                             | ニクローズ式石炭専焼水管缶16基 +アンサルド式三段膨張型四気筒レシプロ機関2基2軸推進 |
| 最大出力                         | 公試：8,303hp 常用：7,431hp |
| 最大速力                         | 公試：18.2ノット 常用：17ノット |
| 航続距離                         | -ノット/-海里（石炭:-トン） |
| 乗員                             | 700名 |
| 兵装                             | 23.4cm（40口径）単装砲2基（未搭載） 1893年型 Marks VIII 15.2cm（45口径）単装速射砲12基 1888年型 7.62cm（40口径）単装速射砲14基 5.7cm（43口径）単装速射砲10基 1888年型 4.7cm（43口径）単装速射砲2基    |
| 装甲                             | 舷側：254mm（水線最厚部）、152～178mm（水線末端部） 甲板：25.4mm（平坦部）、76mm（傾斜部） 主砲塔：280mm（最厚部） バーベット部：203mm（最厚部） 副砲砲郭部：254mm（最厚部） 司令塔：305.mm（最厚部） |

メスディイェ (Mesudiye) は、オスマン帝国海軍の装甲艦 (装甲フリゲート, Zırhlı fırkateyn)。メスディイェ級のネームシップである。

## 概要
本艦の基本構造は3本のマストと2本煙突を持つ装甲艦としてイギリスで建造された。船体中央部に102mmから305mmの装甲板をリベットで組み立てられた砲廓(ケースメート)を持ち、砲廓内部に25.4cm（14.5口径）後装砲を単装砲架で片舷6基ずつ計12基を配置した。砲廓は上方から見て縦方向に長い八角形をしており、船体は砲廓の射界を妨げないように砲廓の左右の斜め前と斜め後ろ方向の船体を凹ませている。

## 艦歴
本艦は竣工直後に露土戦争に参戦したが、本艦を含めてオスマン帝国艦隊は戦局に何ら貢献できなかった。そのため、時のスルタン、アブデュルハミト2世は1878年から約20年の間、艦隊の主力艦を金角湾に係留させたまま演習航海もさせずに放置させた。艦艇の補修作業も滞り、装備は次々と役立たずとなり、同時期の列強に比べて低い将官や水兵の志気や練度も低下した。
理由は国家規模に伴わない装甲艦の大量購入による借金でオスマン帝国の財政は破綻寸前で大艦隊を整備する予算も捻出できない有様であった。そして、その大艦隊を動かすにはイギリスからの「お雇い外国人」による機関員や航海員やイギリス系企業のサポートが必要であった。アブデュルハミト2世が即位した時点でお召し艦と軍艦を動かすのはイギリス人の機関長とイギリス人の航海長で、そのために軍艦を動かすための命令は主に英語で行われ、トルコ人の艦長や下士官を動かす時にトルコ語が使われた。更に艦艇を維持するためのドックや工廠で働くのはイギリス企業より派遣されたイギリス人の技師や工員で200名以上が働いていた。だが、海軍予算の削減に伴いイギリス企業はオスマン帝国海軍から次々と撤退、お雇い外国人も引き上げて3年後には数名を数えるだけとなった。オスマン帝国からの富を吸い上げるだけ吸い上げてイギリスはさっさと去ったのである。そのため、艦船の維持は主にトルコ人の技師や工員が行う事となり、ボイラーは急速に機能が低下。テレグラフやメーターなどの精密機械も次々と壊れて行った。壊れた部品は修理の為に国内の工場へ四方八方バラバラに送られ、多くが戻って来なかった。
更に、時代は前弩級戦艦の時代に入ったが、オスマン帝国が積み重ねた度重なるイギリスからの借金によりオスマン帝国海軍は装備の更新や艦艇の維持はおろか、下士官や水兵の給与支払いも滞るようになり志気も下がるだけであった。さらにギリシャの独立で海軍の水兵や下士官の多くをギリシャ人に頼っていた海軍は以後はトルコ人に頼らざるを得なくなり練度も低下して行った。そのため、1890年代にギリシャとの戦乱が押し迫った時にようやく、海軍の予算が割り振られて艦隊は演習行動する事が出来たが、その時には艦・人・兵器、すべてが『役立たずの艦隊』となっていたのである。
1891年にはギリシャ海軍がフランスに発注した海防戦艦「イドラ級」3隻中の2隻がピレウスに到着したことを知ったスルタンは海軍予算を決める権限を持つ大宰相カミル・パシャに対し「新興国のギリシャでさえ最新の装甲艦を購入できたと言うのに、わが国の海軍が艦隊を整備できないのは何故か?!」と厳しく問い詰め、海軍予算の値上げを約束させた。しかし、無闇に海軍予算を増やせば国庫に破壊的な影響を与えかねないので大宰相は海軍に「当面は新たに戦艦や巡洋艦を購入せず、現存の装甲艦を修理もしくは近代化改装を行う事で満足し、これにより海防に勤めてもらいたい」と見解を示した。
この見解はスルタンの怒りを買い、宮廷より大宰相に文書により叱責が来た。慌てた大宰相は「あらゆる財政的な手段に訴えて費用を捻出し、新式の装甲艦と巡洋艦を調達する。しかしながら今から新造しても完成には3、4年かかるため、迅速な国防には間に合わないため、海軍には現有の装甲艦を改装する事が防衛上先決であるとの考えから今年度予算を編成したが、新型艦は国債から捻出する資金によって、短期間で造船することを条件に購入するべきであるとの見解を示した」と弁明したが、どう言い繕っても旧式化した装甲艦に換わる主力艦の購入はまずなかった。
海軍は止むを得ず、既存の装甲艦を近代化改装して少しでも戦力を維持しようと努めた。この根拠は1883年10月9日に当時の海軍大臣ハッサン・パシャが出した艦隊の維持に関する質問書で、その回答は

1．帝国艦隊の装甲艦14隻（装甲フリゲート（「オスマニイェ」「マフムディイェ」「オルハニイェ」「アジィズェ（旧：アブデュルアズィズ）」「アサル・テヴフィク」「メスディイェ（本艦）」）6隻、装甲コルベット4隻（「アヴ・ニッラー」「ムイーニ・ザファー」「フェトヒ・ビュレント」「ムカッデメイ・ハユル」）、装甲海防艦4隻
2．帝国の軍艦の艦砲は全て前装填式なので、現在後装填式への換装を計画中である。
3．艦隊の動力源となる燃料は現段階は少ないが、有事の際は国庫負担で購入し準備されるであろう。
4．常備兵の数は減員され、現在の人員では維持で手一杯である。しかし、ながら有事には予備役を招集し、正規軍を編成する。
という文書を参考にした。
艦砲は前述の通り前装填式でしかなく、イギリスはアームストロング社の物を優先して搭載していた。しかし、フランスのカネー社やドイツのクルップ社で操作は簡単・装填作業が楽・射程も長い後装填式が開発されていた。オスマン帝国海軍はイギリスとの繋がりも薄れたため、ドイツのクルップ社から大砲のカタログを取り寄せ、各艦ごとに搭載可能な大砲の大きさと数を検討しリストアップした。それと同時に、アームストロング社には既存の大砲を改造して後装填式にできるか、出来たとして費用はどの位かを確認した。同社は「改造は可能で改造費は300～450ポンドで出来るが、自社の同口径の後装填式よりも射程は劣る」と返答した。そのため、海軍は当時建造中であった装甲艦「ハミディイェ」とリストに挙げられた6隻の程度の良い装甲艦へは新しくクルップ社の後装填式砲を購入して取り付ける事とし、残りの程度の低い軍艦には既存のアームストロング砲を改造し後装填式にした物を搭載することを決定した。しかし、換装は予算難から遅々として進まず、結局は換装計画は頓挫して前装填砲をそのまま使い続ける事となった。
更に、艦隊の装甲艦の装甲の材質は鉄であったが、時代は既に鋼鉄となっており、改装のために帝国で製鋼用の施設を新たに外国より購入し、国産の鋼鉄で装甲を鋼鉄に切り替えることとなった。また、多くの艦でボイラーが20年の長きにわたって整備もされずに酷使され続けた為に航行に耐えないとして取り換える事となった。本艦でさえスペック上は13.7ノットが発揮できるとあるが、この時代の主力艦の多くは15ノット程度は出せるので、仮に補修して延命したとしても主力艦としては鈍足には違いなかった。
1897年に海軍は装甲艦「オスマニイェ」「マフムディイェ」「オルハニイェ」「アジィズェ」の近代化改装を計画、1889年に予算が下り、ようやく許可が出されたため、1890年にまず「オスマニイェ」「アジィズェ」の2隻の近代化改装が開始された。しかし、1891年に海軍はドイツに駆逐艦4隻を発注したため、改装に使える予算は少なくなった。そのため残り2隻は改装を中止、改装中の2隻の工事は延期を重ねて「オスマニイェ」は1892年に改装終了、「アジィズェ」は1894年まで掛かってしまった。そし新たに海軍の装甲艦の中でも状態の良い装甲艦が選出され、その中でも年式が新しく大型で改装の余地もあった本艦が選ばれた。

## 大改装と、その結果

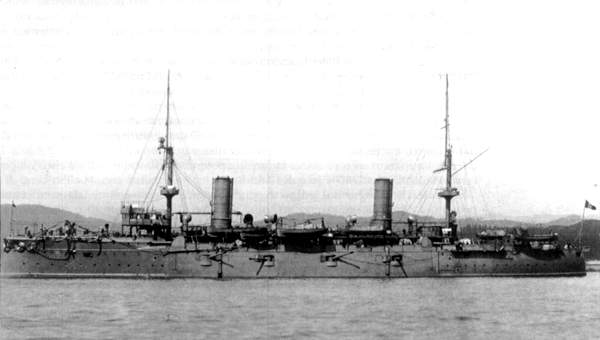
イタリア海軍ヴェットール・ピサニ級装甲巡洋艦「カルロ・アルベルト」。

本艦の近代化改装は1903年までイタリアのアンサルド社で行われた。この当時のイタリア海軍はアドリア海と東部地中海の覇権をオーストリア＝ハンガリー帝国海軍と争っており、同時代の日本海軍と同じくイギリスに範をとった優秀な艦船を多く建造してきた経験もあっての事であった。

### 艦形

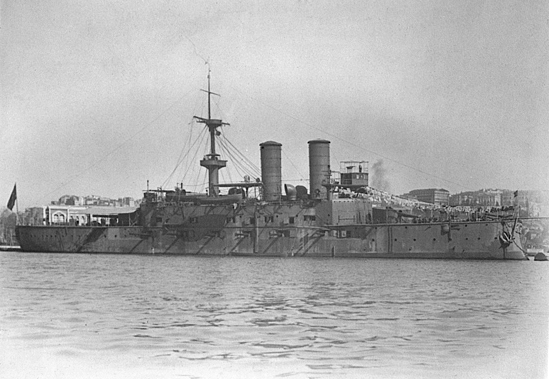
近代化改装後の「メスディイェ」。

近代化改装の内容は老朽化した機関を新型機関に換装し、速度性能と航続性能の改善に合った。甲板上の帆走設備は全て撤去され、これにより甲板上を広く使用することが出来たため、建造当時でさえ旧態化していた主砲の舷側配置を改めた。主武装は前弩級戦艦のように甲板上の前後に砲塔に収めた。既存の砲廓部には主砲に換えて副砲として中口径の速射砲を収め、新たに船体各所に対水雷艇の搭載を含む火砲の新型化が行われた。船体形状の改正など大規模な工事が行われた結果、艦容は近代化されて同世代の装甲巡洋艦と見紛う外観となった。
主砲にはイギリスの装甲巡洋艦の主砲として広く用いられている23.4cm砲が選ばれ、これを衝角の付いた艦首から前部甲板上に設けられたバーベットの上に楕円筒型の単装式主砲塔で1基を配置、その背後から上部構造物が開始し、その上に司令塔を兼ねた艦橋の両脇には船橋（ブリッジ）が設置された。機関配置の変更に伴い、ボイラー室の位置が前進したために2本煙突も艦橋の真後ろに立てられた。2本煙突の両側にキセル型の通風筒が片舷3基ずつ計6基立ち、その下部に推進機関室を配置したためにスペースを無駄にせず原型の2番マストと似た場所に二段の見張り所を持つミリタリー・マストが1基配置され、二段目の見張り所の左右には対水雷艇迎撃用に4.7cm（43口径）単装速射砲2基が配置され、その周囲は艦載艇とした。艦載艇は後部ミリタリーマストの基部のクレーン4基と2本1組のボート・ダビッドが片舷に2組ずつ計4組により運用された。マストの後ろに後部見張り所があり、そこから甲板一段分下がって後部甲板が始まり、23.4cm単装主砲塔が後ろ向きに1基配置された。
前述のとおり改装前にあった砲廓（ケースメイト）は撤去されずにそのまま副砲として15.2cm速射砲が収められ、単装砲架で片舷6基ずつ計12基が配置された。また、新たに対水雷艇用に57mm単装速射砲が10基装備されたが、搭載位置は艦載艇置き場の四隅に片舷2基ずつ計4基、1番主砲塔の側面に1基ずつ計2基、艦尾側の左右に1基ずつ計2基、そして司令塔の天蓋に1基と後部見張り所に後ろ向きに1基の配置である。この武装配置により前後方向に最大で23.4cm砲1門・15.2cm砲2門・5.7cm砲4門、左右方向に23.4cm砲2門、15.2cm砲4門・5.7cm砲5門を向けることが出来る設計であった。
しかし、当時のオスマン帝国海軍は慢性的な予算難にあり、主砲の代金支払いが竣工までに間に合わず、主砲塔こそ据え付けられた物の、肝心の主砲身は取り付けられなかった。そのため、見栄えの観点から主砲身は木製のダミーを砲塔に取り付けられたが結局の所、戦没の日まで本艦の主砲身はダミーのままであった。そのため本艦の主武装は副兵装の15.2cm単装速射砲12基であると言えるがそれでも船体の大きさを考えれば充分な火力である。

## 武装

### 主砲（未搭載）
主砲はイギリスのアームストロング社の開発の「1893年型 23.4cm（40口径）ライフル砲」を採用した。その性能は重量172.4kgの砲弾を、最大仰角15度で11,745mまで届かせられる性能であった。この砲を単装砲塔で前後に1基ずつ配置された。砲架の俯仰能力は仰角15度・俯角5度である。旋回角度は左右150度の旋回角度を持つ、主砲身の俯仰・砲塔の旋回・砲弾の揚弾・装填は電力で行われ補助に人力を必要とした。発射速度は1分間に2発であった。

### その他の備砲・水雷兵装
副砲はイギリスのアームストロング社の開発の「1893年型 Marks VIII 15.2cm（45口径）単装速射砲」を採用した。その性能は45.4kgの砲弾を、最大仰角20度で13,350mまで届かせられた。この砲を単装砲架で片舷6基ずつ計12基を舷側配置した。俯仰能力は仰角20度・俯角7度である。旋回角度は160度の旋回角度を持ち、砲架の俯仰・旋回・砲弾の揚弾・装填は主に人力を必要とした。発射速度は1分間に5～6発であった。
他に対水雷艇迎撃用に「7.62cm（40口径）単装速射砲14基、5.7cm（43口径）単装速射砲10基、1888年型 4.7cm（43口径）単装速射砲2基搭載した。

### 防御
本艦の防御力は排水量の割に優秀で、舷側装甲は末端部でさえ152mmから178mm、中央部は254mmにも達する重厚な水線部装甲を持っていた。砲塔も最厚部が280mm、甲板上のバーベットも200mmもの厚さがあったが、甲板から下は砲弾と装薬を運ぶ揚弾筒が弾薬庫に続いているだけあった。

## 第一次世界大戦

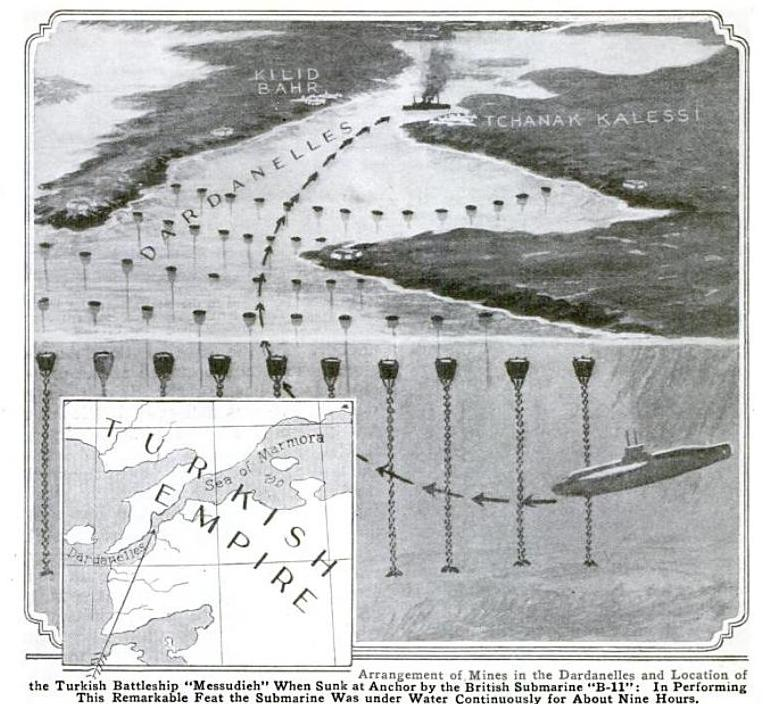
本艦とB11の構図。

竣工後の本艦の主要任務は黒海内の沿岸警備任務であったが、最新型のニクローズ缶の扱いに不慣れなオスマン帝国の機関兵の手により1911年には本艦の機関は調子を崩して復旧困難となり、バルカン戦争で特筆すべき出撃も無かった。第一次世界大戦の頃にはダーダネルス海峡のトルコ側の入り口に停泊し、砲術員とその他の保守要員だけに減員されて港湾砲台として運用された。そして1914年12月13日に湾内に侵入してきたイギリス海軍B級潜水艦「B11」の雷撃を受け、魚雷1本の命中により撃沈されてしまった。しかし、港内という事もあり水深も浅かったために完全に海没せずに済んだのが不幸中の幸いであった。減員されていたため犠牲者も少なく済んだ上、一部の武装は回収されて陸上砲台に回された。

## 参考図書
- 「世界の艦船」増刊 第30集　イギリス戦艦史」（海人社）
- 「Conway All The World's Fightingships 1860-1905」（Conway）
- 「世界史リブレット　小松香織著　オスマン帝国の近代と海軍」（山川出版社）2004年2月出版
- 「山川歴史モノグラフ　小松香織著　オスマン帝国の海運と海軍」（山川出版社）2002年11月出版